# Thanh thất Việt Nam
Thanh thất Việt Nam (danh pháp hai phần: Ailanthus vietnamensis H.V.Sam & Noot.) là loài cây gỗ, cao khoảng 8 m, đường kính thân khoảng 20 cm, hoa tạp tính (cả hoa đực và hoa cái trên cùng một cây), quả có cánh. Thời gian ra hoa từ tháng 3 đến tháng 5, quả chín từ tháng 5 đến tháng 7.
Loài thực vật mới này được phát hiện tại vườn quốc gia Cúc Phương, địa phận huyện Thạch Thành, tỉnh Thanh Hoá do Hoàng Văn Sâm và Hans P. Nooteboom phát hiện và công bố. Không lâu sau đó, trang web của tạp chí Blumea đã công bố một loài thực vật này và lần đầu tiên được ghi nhận trên thế giới.
Loài này được H.V.Sam & Noot. mô tả khoa học đầu tiên năm 2007.